# Vzduchové chlazení spalovacích motorů

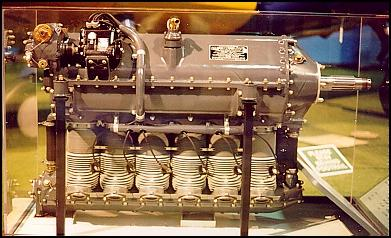
Vzduchem chlazený motor Aero L-440

Vzduchové chlazení je způsob chlazení spalovacích motorů. Oproti kapalinovému chlazení má menší tepelnou setrvačnost, což je výhodné v extrémních teplotních podmínkách. Účelem chlazení je udržet provozní teplotu motoru (85–95 °C) a odvést přebytečné teplo, které není využito k mechanické práci ani není odvedeno výfukem. Jedná se o chlazení přímé (odvod tepla do okolí není zprostředkován jiným médiem).

## Účel
Účelem je udržet provozní teplotu motoru. Pokud je teplota motoru vyšší (nedostatečné chlazení, přehřívá se), může docházet k vznícení směsi či paliva dříve, než je ideální. Způsobuje to rázy, nadměrné zatěžování klikového ústrojí, motor je hlučnější, klepe, dochází k přetěžování až degradaci mazacího oleje a může dojít (v lepším případě) k zastavení chodu motoru vlivem vymezení vůlí různou teplotní roztažností dílů a neschopností oleje pokrýt zvýšené ztráty třením. V horším případě může být motor takto těžce poškozen či může dojít až k požáru. S rostoucí teplotou také klesá teoretická tepelná účinnost motoru (vizte Carnotův cyklus). Fakt? Zdroj?
Při přechlazení dochází ke kondenzaci paliva na stěnách válců a tím ke zředění oleje, později může dojít i k zadření motoru. U vznětových motorů se zvyšuje kouřivost. U vodou chlazených motorů je teplota motoru udržována v rozmezí 85–95 °C, u vzduchem chlazených motorů může být teplota vyšší (pracovní teplota motoru Tatra 148 se pohybuje kolem 160–180 °C).

## Princip

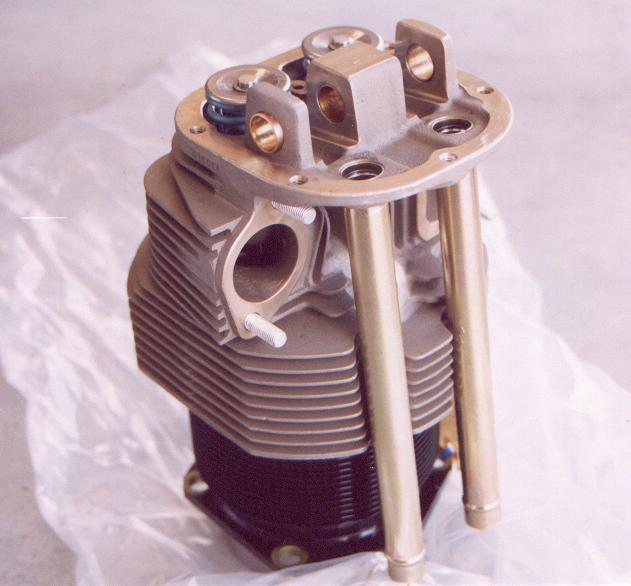
Válec vzduchem chlazeného motoru

Vzduchové chlazení funguje na principu přestupu tepla z motoru přímo do okolního vzduchu. Chladicí vzduch je v přímém kontaktu s motorem, jedná se o chlazení přímé. Kvůli usnadnění přestupu tepla je motor obvykle opatřen žebrováním, které zvětšuje celkovou plochu chlazených částí. Žebrování bývá vyrobeno z materiálů s dobrou tepelnou vodivostí.

## Konstrukce
Pro vzduchové chlazení jsou hlava válce a válec, popř. další díly – např. olejová vana, opatřeny žebrováním. Žebrování zvětší povrch, který je ve styku se vzduchem, a tím usnadní odvod tepla do okolí. Používá se hliník a jeho slitiny, ocel, ve zvláštních případech i jiné materiály. Používají se i dvojkovové konstrukce – např. litinový válec s dobrými kluznými vlastnostmi pro styk s pístem s nalitou hliníkovou žebrovanou vnější částí. Proměnnou výškou žebrování po výšce a obvodu dílů se dosahuje více méně stejné pracovní teploty součásti. U motorů malých výkonů a u motocyklů s nezakrytým motorem nemusí být použito ventilátoru – takové chlazení se nazývá náporové. U větších či stabilních motorů se používá nucený oběh vzduchu – pomocí dmychadla, ventilátoru nebo ejektorové chlazení.

## Druhy

### Náporové chlazení
U tohoto způsobu chlazení není řešena výměna chladicího vzduchu, počítá se s pohybem motoru, při kterém bude kolem chlazených míst proudit vzduch (například jízda motocyklu nebo let letadla). Nevýhodou je zvýšení aerodynamického odporu. Jedná se však o lehký, jednoduchý, levný a účinný druh chlazení, použitelný zejména u malých motocyklů a leteckých motorů. Problémem je možnost přehřátí motoru, pokud se vozidlo pohybuje pomalu a motor je zatížen (jízda do kopce) či možnost podchlazení, když se vozidlo pohybuje rychle a motor není zatížen. Maximální objemový výkon s náporovým chlazením je 74 kW/l.

### Nucené chlazení
Nucené chlazení je nezávislé na pohybu vozidla. Dělí se podle způsobu, jakým je vzduch veden motorem.

#### Přetlakové chlazení
Výměna chladicího vzduchu je řešena ventilátorem, umístěným na místě vstupu vzduchu do chladicího systému. Používá se hlavně u motorů velkých výkonů s více válci (nákladní vozy Tatra, Praga V3S poháněná polovinou motoru Tatra 111, ale také malých jednoduchých Trabant 500/600/601), zlepšení rovnoměrnosti chlazení se dociluje chladicím pláštěm, tvořeným soustavou plátů (z kovů či plastů), které rozdělují a směrují chladicí vzduch k jednotlivým válcům, popřípadě nestejnou výškou žebrování po obvodě součástí vzhledem k směru proudění chladicího vzduchu. Nevýhodou je příkon ventilátoru a větší hmotnost oproti náporovému chlazení, díky regulaci však odpadají problémy náporového chlazení.

#### Podtlakové chlazení
Od přetlakového chlazení se liší pouze umístěním ventilátoru, který se nachází na výstupu vzduchu z chladicího prostoru. Ohřátý vzduch je tak vlastně odčerpáván z chladicího systému. Vzhledem k umístění ventilátoru na straně ohřátého vzduchu musí tento transportovat větší objem nižší hustoty než v předešlém případě. Příkladem může být chlazení motoru vozů Tatra 603.

#### Ejektorové chlazení
Použit stejný princip jako u podtlakového způsobu chlazení, pouze s tím rozdílem, že na konci chladicího pláště je místo ventilátoru umístěn ejektor, do kterého ústí výfukové potrubí. Proud spalin strhává vzduch z chladicího pláště a odvádí difuzorem do ovzduší. Tento systém je však velice hlučný, proto se používal pouze u závodních vozů aby se eliminoval příkon ventilátoru a plný výkon motoru se mohl využít pro pohon vozu (na stejném principu funguje dyšna parních lokomotiv).

## Srovnání s kapalinovým chlazením

### Výhody oproti kapalinovému chlazení
Oproti kapalinovému chlazení může být vzduchové chlazení lehčí, má jednodušší konstrukci a menší rozměry (proto se používá například u motorových pil, sekaček na trávu), nehrozí únik chladicí kapaliny. Je nenáročné na údržbu, v zimě nehrozí zamrznutí chladicí soustavy (prasknutí bloku motoru), v horku nabízí vyšší potenciál díky absenci omezujícího média zprostředkovávajícího přestup tepla (u vody limit varu 100 °C, ovlivnitelný mírně pouze přetlakem soustavy). Díky menší tepelné setrvačnosti je účinnější a spolehlivější v extrémních teplotních podmínkách. Motor se také rychleji zahřeje na provozní teplotu. Díky vyššímu teplotnímu spádu je chladicí vzduch využit s vyšší účinností, a vzduchové chlazení tak potřebuje ve srovnání s chlazením kapalinovým pro odvedení stejného množství odpadního tepla o 1/3 méně chladicího vzduchu. (I v případě chlazení kapalinového jde v konečném důsledku o chlazení vzduchové, jen s rozdílem použití pomocného média, zprostředkovávajícího přenos tepla mezi chlazenými díly a vzduchem chlazeným chladičem). Odpadá příkon pro pohon kapalinového čerpadla nepřímého chlazení. U víceválcových motorů se nabízí možnost stavebnicové konstrukce z identických komponent válců a hlav zjednodušující výrobu a servis.

### Nevýhody
Díky malé tepelné setrvačnosti dochází k většímu kolísání provozní teploty. Konstrukce také vyžaduje větší vůli mezi pístem a válcem z důvodu teplotní roztažnosti dané možnou vyšší provozní teplotou, což způsobuje, že je motor náchylnější ke klepání, může mít vyšší spotřebu oleje a úroveň emisí. Příkon ventilátoru, který spotřebuje kolem 4–10 % výkonu motoru, snižuje celkovou účinnost i výkon (což je nižší – díky množství chladicího vzduchu – nebo adekvátní příkonu ventilátoru chladiče obvykle užívaného u chlazení kapalinou). Motor je hlučnější, protože mezi spalovacím prostorem a okolím není izolační vrstva vody a díky výše uvedeným větším vůlím. Vzduchové chlazení se dá obtížněji regulovat. Díky vyššímu teplotnímu spádu má vystupující chladicí vzduch vyšší teplotu. Chlazené části s žebry a krytováním jsou o něco rozměrnější než díl + vodní plášť a kryt u chlazení kapalinou. Proudění chladicího média motorem musí být rychlejší a průřez kanálů větší, protože vzduch má (i se započtením většího teplotního spádu) řádově 1000x menší tepelnou kapacitu, než stejný objem vody. Teplejší pracovní prostor motoru vede k nepatrně nižší tepelné účinnosti.

## Využití
Vzduchové chlazení se využívá u většiny malých motorů, dále u motorů některých motocyklů a téměř všech vrtulových letadel. U některých proudových a turbovrtulových letadel jsou vzduchem chlazeny i lopatky turbíny zevnitř. U motorů osobních a nákladních vozidel se v současnosti už prakticky nepoužívá, jedinou současnou výjimkou je česká automobilka Tatra (v minulosti pak např. i motory Deutz, Continental, Porsche a další).